# Hippoglossoides elassodon
Hippoglossoides elassodon är en fiskart som beskrevs av Jordan och Gilbert, 1880. Hippoglossoides elassodon ingår i släktet Hippoglossoides och familjen flundrefiskar. Inga underarter finns listade i Catalogue of Life.